# Chuỗi nhà hàng Big Boy
Big Boy Restaurants International, LLC là một chuỗi nhà hàng Mỹ có trụ sở ở Warren, Michigan, ở Metro Detroit. Frisch's Big Boy Restaurants là một chuỗi nhà hàng có trụ sở ở Cincinnati, Ohio. Tên gọi Big Boy, thiết kế thẩm mỹ, và thực đơn đã được cấp phép trước đây cho một số nhà nhượng quyền trong khu vực.
Big Boy được Bob Wian khởi xướng vào năm 1936 bởi  Bob Wian in Glendale, California.:11 Các nhà hàng đã trở thành "Bob's", "Bob's Drive Ins",Glendale, California.:11 The restaurants became known as "Bob's", "Bob's Drive Ins", "Bob's, Home of the Big Boy Hamburger", và thường được gọi là) Bob's Big Boy.. Nó đã trở thành một chuỗi địa phương dưới cái tên đó và trên toàn quốc dưới tên Big Boy, được nhượng quyền bởi Robert C. Wian Enterprises. Tập đoàn Marriott đã mua lại Big Boy vào năm 1967. Một trong những nhà cung cấp dịch vụ nhượng quyền thương mại lớn nhất, Elias Brothers, đã mua chuỗi từ Marriott năm 1987, chuyển trụ sở chính của công ty sang Warren, Michigan và khai thác nó cho đến khi tuyên bố phá sản vào năm 2000. Trong quá trình phá sản, chuỗi được bán cho nhà đầu tư Robert Liggett, Jr., người giữ chức Chủ tịch, đổi tên thành Big Boy Restaurants International và duy trì trụ sở tại Warren. Công ty là nhà điều hành hoặc nhà nhượng quyền cho 77 nhà hàng Big Boy ở Hoa Kỳ
Big Boy Restaurants International cũng cấp phép cho 279 nhà hàng Big Boy đang hoạt động tại Nhật Bản.
Ngay sau khi vụ mua Liggett, Big Boy Restaurants International - sau đó gọi là Liggett Restaurant Enterprises - thương lượng một thỏa thuận với nhà cung cấp dịch vụ nhượng quyền lớn khác, Frisch's Restaurants.  Thương hiệu Big Boy ở Kentucky, Indiana, và phần lớn bang Ohio và Tennessee chuyển sang sở hữu của Frisch; tất cả các lãnh thổ của Frisch được chuyển đến Liggett. Vì vậy, Frisch's không còn là một bên nhận quyền nữa, nhưng Big Boy Restaurants International và Frisch's hiện nay đều là những người đăng ký cùng tên của Big Boy và nhãn hiệu. Frisch's hoạt động hoặc nhượng quyền thương mại 121 nhà hàng Big Boy ở Hoa Kỳ.